# 奥斯瓦尔德·莫贝里
奥斯瓦尔德·莫贝里（瑞典語：Osvald Moberg，1888年9月14日—1933年12月22日），生于斯德哥尔摩，瑞典前男子竞技体操运动员。他曾获得1908年夏季奥运会体操比赛男子团体全能金牌。他于1933年在斯德哥尔摩去世。